# Ausländische Direktinvestition
Ausländische Direktinvestitionen (englisch foreign direct investment, kurz FDI bzw. ADI) sind Investitionen eines Direktinvestors in das im Ausland befindliche Anlagevermögen eines Unternehmens oder Projekts mit dem Ziel, Einfluss und Kontrolle über diese Investition zu bewahren. Gegensatz ist die Portfolioinvestition.

## Allgemeines
Direktinvestitionen sind eine Art der Investition, die stets im Ausland vorgenommen wird und deshalb zur Außenwirtschaft gehört. Direktinvestitionen sind Kapitalanlagen durch Investoren im Ausland, die durch „Erwerb von direkten Eigentumsrechten in Form von Zweigwerken, Auslandsniederlassungen, Kapitalbeteiligungen, Grundstücken und Gebäuden sowie Reinvestitionen von Gewinnen aus früheren Investitionen“ entstehen können. Direktinvestitionen stellen aus Sicht des Investors einen Kapitalexport dar.
Als Direktinvestoren kommen sämtliche Wirtschaftssubjekte in Betracht, also Unternehmen, Privatpersonen oder auch der Staat mit seinen Untergliederungen. Eine Direktinvestition setzt weder voraus, dass der Investor 100 % der Investition übernimmt noch, ob es sich um Eigen- oder Fremdfinanzierung handelt. Im Rahmen von Kapitalbeteiligungen gehen der IWF und die OECD davon aus, dass bei Direktinvestitionen ein wesentlicher Einfluss bereits dann vorliegt, wenn ein Investor über mindestens 10 % am stimmberechtigten Kapital verfügt. Dieser Kontrollaspekt ist von wesentlicher Bedeutung, wobei ein gesellschaftsrechtlich maßgeblicher Einfluss erst ab einer Sperrminorität von mindestens 25 % erreicht werden kann.
Bei Direktinvestitionen fließen nicht nur Kapital, sondern auch Wissen (Wissenstransfer) und Technologien (Technologietransfer). Direktinvestitionen sind auch Teil des internationalen Kapitalverkehrs und somit der Globalisierung.

## Merkmale
Direktinvestitionen weisen eine Fluss-, eine Bestands- und eine Einkommenskomponente auf.
Meistverbreitet ist die Analyse der aus einer Direktinvestitionsbeziehung resultierenden Transaktionen. Diese flussbasierte Betrachtung entspricht der Rolle der Direktinvestitionen in der Zahlungsbilanz, in welcher sie einen Teil der Kapitalverkehrsbilanz bilden. Die Kapitalflüsse umfassen die zum Einrichten einer Direktinvestitionsbeziehung nötigen Transaktionen sowie alle darauf folgenden Transaktionen zwischen dem Direktinvestor und dem Direktinvestitionsunternehmen. Zum Ersteren gehört der Erwerb von Aktien oder anderen Anteilen an bestehenden Unternehmen im Ausland und deren Rücklagen sowie der Transfer von Kapital zur Unternehmensgründung im Ausland. Zum Zweiten zählen neben Kapitalerhöhungen unternehmensinterne Kredite von der Mutter- an die Tochtergesellschaft und im Ausland reinvestierte Erträge der Tochtergesellschaft.
Einen anderen Fokus besitzt die bestandsbasierte Sichtweise, die die Kapitalbestände in Direktinvestitionsunternehmen zu einem bestimmten Zeitpunkt betrachtet. Diese Sichtweise entspricht der Rolle der Direktinvestitionen im Auslandsvermögen. Der Kapitalbestand umfasst das anteilsmäßig von einem Direktinvestor an einem Direktinvestitionsunternehmen gehaltene Beteiligungskapital sowie Kreditbeziehungen zwischen den beiden. Obwohl Kapitalflüsse den Kapitalbestand beeinflussen, kann von der Veränderung des Kapitalbestandes nicht direkt auf die Kapitalflüsse geschlossen werden oder umgekehrt. Die Veränderung des Kapitalbestandes unterliegt verschiedenen Einflüssen, die nicht zu Kapitalbewegungen führen. So werden die Kapitalbestände unter anderem  durch Wechselkursveränderungen, neue Bewertungsgrundsätze (z. B. Anpassung an internationale Rechnungslegungsstandards) verändert.
Schließlich beleuchtet die einkommensbasierte Sichtweise die in Direktinvestitionsunternehmen erzielten Einkommen des Direktinvestors sowie deren Verteilung. Die Direktinvestitionseinkommen setzen sich aus reinvestierten Erträgen sowie an den Direktinvestor transferierten Dividenden oder sonstigen Kapitalerträgen zusammen. Diese Sichtweise entspricht der Rolle der Direktinvestitionen in der Ertragsbilanz, wo sie eine Komponente der Kapitaleinkommen bilden.

## Arten
Zu unterscheiden ist zwischen:
- substitutiven Direktinvestitionen, welche die im Ausland heimischen Unternehmen verdrängen und
- komplementären (additiven) Direktinvestitionen, die zusätzlich zum nationalen Investitionsvolumen des Ziellandes erfolgen.

Diese Unterscheidung betrifft die Frage, ob und inwieweit eine Direktinvestition in der ausländischen Wirtschaftsstruktur für Veränderungen sorgt.
Eine weitere Unterscheidung kann im Hinblick darauf vorgenommen werden, inwieweit die Direktinvestition mit dem Investor/der Muttergesellschaft in Verbindung steht.
- Bei der horizontalen Direktinvestition werden im Ausland dieselben Produkte hergestellt wie im Inland (beispielsweise Volkswagen do Brasil).
- Bei der vertikalen Direktinvestition werden im Ausland Produkte hergestellt, die im Inland als Vorleistungsgut bei der Muttergesellschaft weiterverarbeitet werden.

Bei letzterer Art lässt sich noch zwischen vorwärts gerichteter und rückwärts gerichteter vertikaler Direktinvestition unterscheiden.
Schließlich kann auch nach dem Investitionsgut unterschieden werden:
- Materielle Direktinvestitionen betreffen das Sachanlagevermögen (beispielsweise technische Anlagen, Maschinen, Produktionsanlagen),
- immaterielle Direktinvestitionen beziehen sich auf das Finanzanlagevermögen (wie Lizenzen, Patente oder andere Schutzrechte).

Auch der Know-how-Transfer ist eine immaterielle Direktinvestition.

## Motive
Hinter Direktinvestitionen stehen verschiedene Motive. Unter Konzentration auf Großunternehmen veröffentlichte Bruce Kogut 1985 eine Übersicht, nach der große Unternehmen in den folgenden Gebieten Vorteile erzielen können:
- Produktionsverlagerung – wodurch entweder die direkten Kosten der Produktion gesenkt werden können oder Skaleneffekte erzielt werden.
- Steuervermeidung – wobei der Besteuerungsunterschied zwischen verschiedenen Ländern (Niedrigsteuerland/Hochsteuerland, Steueroase) als Kostenvorteil genutzt wird.
- Finanzmärkte – wo der einfache und leichte Zugang zu Finanzmärkten einem Unternehmen durch verbesserte Liquidität oder Fremdfinanzierung geboten wird.
- Informations-Arbitrage – Wissens- und Erfahrungsdifferenzen im Produktions-, Marketing- oder Organisationsbereich können durch Direktinvestitionen in verschiedenen Märkten zum Tragen kommen. Ein Unternehmen, das solche Differenzen identifizieren kann, kann dadurch einen direkten Wettbewerbsvorteil in solchen Märkten erzielen.
- Globale Koordination – Indem bestimmte Tätigkeiten zentral dort erfüllt werden, wo die Rahmenbedingungen für diese Tätigkeit optimal sind, kann durch die Zentralisierung eine Koordination der Aktivitäten erzielt werden.
- Reduktion des politischen Risikos – Verschiedene Länder weisen unterschiedliche Länderrisiken auf, so dass durch Staatsinterventionismus wie Enteignung die Direktinvestoren ihr Kapital verlieren können. In Regionen relativer politischer Stabilität sind hohe Investitionen sicherer als in Regionen mit hoher Instabilität.

Die wachsende Konkurrenz auf den traditionellen Heimatmärkten treibt Unternehmen an, diese Vorteile in Anspruch zu nehmen. Allerdings können durch solche Faktoren kaum dauerhafte Vorteile erreicht werden, da Konkurrenzunternehmen die gleichen Mittel und Wege beschreiten.
Bei ausländischen Direktinvestitionen wird der Fokus auf die Standortwahl gelegt. Dabei können jedoch gewisse Hemmnisse zu Einschränkungen oder zum Ausbleiben der ausländischen Direktinvestition führen. Beispiele dafür sind:
- Politische Risiken  (z. B. Handeln der ausländischen Regierung),
- Wirtschaftliche Risiken (z. B. Wechselkursrisiko, Absatzrisiko, Arbeitsmarktprobleme, Lagerrisiko, Zahlungsrisiko),
- Soziale Risiken (z. B. Sprachschwierigkeiten),
- Sonstige Risiken (z. B. klimatische Bedingungen).

Kann das Land in Form von geringen Hemmnissen ein investitionsfreundliches Umfeld bieten, spielen markt- und kostenorientierte Motive bei der Standortwahl eine herausragende Rolle.
Marktorientierte Motive sind beispielsweise:
- Erschließung neuer Märkte,
- Nutzung des Standorts als Exportbasis,
- Sicherung bestehender Märkte,

Zu den kostenorientierten Motiven gehören:
- Lohnkostenvorteile (= bedeutendstes Motiv in dieser Kategorie),
- Steuervorteile,
- Einkaufs- und Beschaffungsvorteile (besonders bei rohstoffreichen Ländern),
- Staatliche Investitionsanreize.

## Eklektisches Paradigma von Dunning
Unter den Theorien der Direktinvestitionen gilt John H. Dunnings eklektisches Paradigma als die umfassendste Theorie, weil sie versucht, so weit wie möglich alle verschiedenen Ansätze in einem Modell zusammenzufassen; daher stammt die Bezeichnung „eklektisch“. Die Basis für das Modell von Dunning bilden drei Haupttheorien:
- Monopolistische Konkurrenz,
- Standorttheorie,
- Internalisierungstheorie.

Dunning zufolge müssen drei Bedingungen vorliegen, damit ein Unternehmen Direktinvestitionen tätigt:
1. Eigentumsvorteile (englisch ownership advantages): Das Unternehmen muss über einen exklusiven Wettbewerbsvorteil gegenüber den Konkurrenten auf dem ausländischen Markt verfügen, z. B. Managementqualität, Grad der vertikalen Integration oder Organisationssynergien.[13]
2. Standortvorteile (englisch location advantages): Das Unternehmen muss von den Unterschieden zwischen Heimat- und Gastland profitieren, etwa durch niedrigere Lohn- oder Faktorkosten.[13]
3. Internalisierungsvorteile (englisch internalization advantages): Ein Unternehmen muss seine spezifischen Wettbewerbsvorteile selbst nutzen und sie nicht an die bereits ansässigen Firmen, z. B. in Form von Lizenzen, verkaufen.

Nach den jeweiligen Anfangsbuchstaben der Bedingungen wird das Modell auch als OLI-Paradigma bezeichnet.

## Mikroökonomische Betrachtung

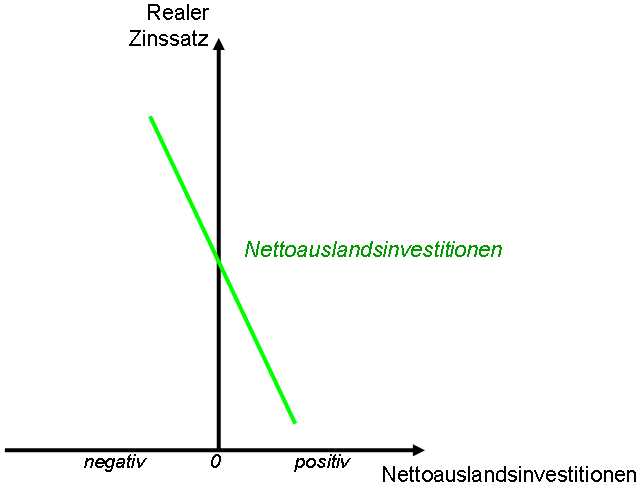
Nettoauslandsinvestitionen

Es ist zu unterscheiden zwischen direkten Auslandsinvestitionen (Direktinvestitionen) und indirekten Auslandsinvestitionen (Portfolioinvestitionen). Bei Ersteren kommt es dem Investor darauf an, die erworbenen Produktionsmittel direkt zu kontrollieren. Bei indirekten Auslandsinvestitionen geht es für den Investor demgegenüber allein darum, sich an den laufenden Profiten einer von anderen kontrollierten Produktion zu beteiligen.
Auslandsinvestitionen können sowohl für den Investor als auch für das Land, in dem die Investition getätigt wird, Probleme mit sich bringen. Für den Investor geht es hier vor allem um die Sicherheit seiner Anlage und um das Recht, Gewinne wieder in sein Heimatland zu übermitteln. Auf der anderen Seite haben insbesondere Entwicklungsländer Probleme damit, dass Investoren dort teilweise die Korruption fördern, und dass oftmals internationale Standards im Umweltschutz und Arbeitsschutz nicht beachtet werden (Extremfall: englisch Sweatshops).
Mit der Regelung der internationalen Rahmenbedingungen für Auslandsinvestitionen hat sich zuerst insbesondere die UNCTAD beschäftigt. In diesem Rahmen hatten die Entwicklungsländer einigen Einfluss, es kam jedoch nicht zu einer Einigung mit den Industrieländern. Ende der neunziger Jahre gab es dann im Rahmen der OECD einen Entwurf für ein Multilaterales Abkommen über Investitionen (MAI), gegen den aber u. a. die Regierung Frankreichs Bedenken anmeldete. Nunmehr wird im Rahmen der Welthandelsorganisation WTO über eine Regelung verhandelt.
Der Nutzen von Auslandsinvestitionen und die Ansätze, diese zu regeln, werden im Zusammenhang mit der Debatte um Globalisierung und Neoliberalismus kontrovers diskutiert. Die Debatte um das Multilaterale Abkommen über Investitionen wird von einigen als Entstehungspunkt der Globalisierungskritik als einem eigenständigen Denkansatz gesehen.

## Makroökonomische Betrachtung

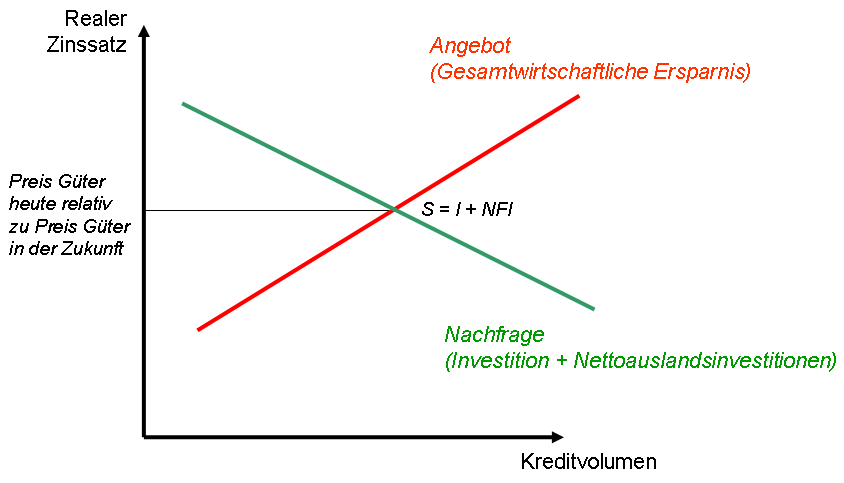
Der Kreditmarkt

Aus makroökonomischer Perspektive interessiert die Summe der Auslandsinvestitionen (Nettoauslandsinvestition), die definitionsgemäß mit dem Kapitalexport identisch ist. Aus dem Ausland einfließende Investitionen bilden demgegenüber den Kapitalimport, zusammen bilden diese beiden Positionen die Kapitalbilanz.
Als (Auslands-)Direktinvestition bezeichnet man die finanzielle Beteiligung eines Direktinvestors (z. B. Muttergesellschaft) an einem Unternehmen in einem anderen Land (Direktinvestitionsunternehmen, Tochtergesellschaft), die meist dazu bestimmt ist, mögliche Markteintrittsbarrieren (bspw. Handelshemmnisse) zu umgehen und die (zudem) nach Art und Umfang dazu bestimmt ist, einen dauerhaften Einfluss auf die Geschäftspolitik dieses Unternehmens auszuüben. Gemäß internationalen Standards (siehe Abschnitt) ist von dem geforderten „dauerhaften Einfluss“ auszugehen, wenn die Beteiligung mindestens 10 % des Kapitals des Direktinvestitionsunternehmens ausmacht.
Aus der Sicht des Inlands unterscheidet man zwischen aktiven Direktinvestitionen (Direktinvestitionen im Ausland) und passiven Direktinvestitionen (ausländische Direktinvestitionen im Inland).

## Auswirkungen
Die Auswirkungen lassen sich in Primär- und Sekundäreffekte unterteilen. Primäreffekte stellen die Art der Finanzierung dar, welche im Wesentlichen den Investitionsprozess der ausländischen Unternehmen behandeln. Zwei Arten werden hierbei unterschieden: Zu den bereits bekannten „Greenfield Investments“ auf der grünen Wiese zählen noch die Fusionen und Übernahmen ausländischer Unternehmen, den Mergers & Acquisitions.
Tätigt eine Unternehmung ausländische Direktinvestitionen in ein anderes Land, so wird sie transnational (TNK – Transnationale Konzerne). Diese Eigenschaft kann in drei Stufen klassifiziert werden:
- Bestandteil des ausländischen Aktiva am Gesamtaktiva,
- Bestandteil des Auslandumsatzes am Gesamtumsatz,
- Bestandteil der Mitarbeiter im Ausland an der gesamten Mitarbeiterzahl.

Sekundäreffekte sind die Folgen, die sich aus der Investitionsart ergeben. Während sich viele positiv auswirken, können auch negative Aspekte aus einer Direktinvestition hervortreten.
Zudem muss berücksichtigt werden, welche Sektoren der Gastländer rentabel sind, um die Folgen einer FDI auf die jeweiligen Segmente besser einschätzen zu können. Direktinvestitionen umfassen einige Bereiche wie:
- Beschäftigungs- und Einkommenseffekte,
- Multiplikatoreffekte,
- Handels- und Zahlungsbilanz,
- Infrastruktur,
- Wettbewerbseffekte.

Ausländische Direktinvestitionen in natürliche Ressourcen bieten Ländern mit entsprechendem Marktpotenzial die Chance auf ein erhöhtes Wachstum, können aber auch negative ökonomische, soziale und ökologische Folgen wie Zwangsumsiedlung, fehlendem Arbeitsschutz, Land Grabbing, Entwaldung und Bodendegradation nach sich ziehen, wenn Gesetzgeber und Aufsichtsbehörden nicht ausreichende Vorkehrungen treffen.
Positive Auswirkungen
Greenfield Investments können dazu führen, dass die Summe der Investitionen in Entwicklungsländern deutlich ansteigt. Dieser Prozess wird als „crowding in“ bezeichnet.
Eine wichtige Grundvoraussetzung für das ständige Wirtschaftswachstum sind die Geldverhältnisse. Mit diesen können neue Arbeitsplätze geschaffen, die Produktion und letztlich das Einkommen gesteigert werden. Auch die Lebensstandards können durchaus verbessert werden, indem die Geldmittel in die Verbesserung der Infrastruktur fließen, sowohl technischer als auch sozialer.
Weiterhin liefern ausländische Direktinvestitionen einen positiven Beitrag zur Diversifizierung der Produktionsstruktur durch die Transfers von neuen Managementtechniken und Technologietransfers.
Negative Auswirkungen
Andererseits ergeben sich durch ausländische Direktinvestitionen auch negative Auswirkungen. Der Effekt des „crowding out“ bezeichnet den Rückgang der Investitionen, nachdem die TNK investiert haben.
Werden Geldmittel überwiegend in bereits rentable Sektoren investiert, ist es möglich, dass einheimische Unternehmen von den neuen Änderungen betroffen sind. Durch die neu entstandene Konkurrenz aus dem Ausland werden bestehende Konzerne verdrängt, was wiederum dazu führt, dass weniger Gewinne gemacht werden und somit weniger produziert werden kann. Aufgrund des eingeschränkten Kapitals sind Unternehmen gezwungen umzusiedeln oder Mitarbeiter zu entlassen. Sinkende Einkommen sind die Folge.
(wichtig hierbei ist die Mentalität  der Menschen zu beachten um eine wirklich positive Entwicklung zu erzielen)

## Direktinvestitionen und Globalisierung
Direktinvestitionen gelten als wichtiger Indikator für die Globalisierung. Sie bilden in der Regel direkte, stabile und langfristige Verflechtungen zwischen Volkswirtschaften ab und es liegen weltweit vergleichbare Daten vor. Direktinvestitionen in Prozent des nominellen Bruttoinlandproduktes (BIP) gelten als die am häufigsten verwendete, aus der Direktinvestitionsstatistik ableitbare volkswirtschaftliche Kennzahl für die Globalisierung einer Volkswirtschaft. Dieser Indikator wird für die Zuflüsse, die Bestände oder die Einkommen aus Direktinvestitionen erstellt. Für längerfristige Betrachtungen eignet sich besonders der Kapitalbestand in Prozent des BIP.
Es bestehen mehrere Gründe für Auslandsinvestitionen:
- Erschließung neuer Absatzmärkte,
- Nutzen günstigerer Produktionsstandorte (Niedriglohnland) siehe auch: englisch Outsourcing,
- Vermeiden von Wechselkursrisiken durch Verlagern von Produktionskapazitäten in die Absatzländer (Natural Hedging),
- Diversifizierung des Anlageportfolios.

## Internationale Standards
Das grundlegende Handbuch betreffend Direktinvestitionen bildet das Zahlungsbilanzhandbuch des internationalen Währungsfonds (IWF). Es wird ergänzt und konkretisiert durch ein Handbuch der OECD, die sogenannte „Benchmark“. Diese beiden Handbücher liegen den Direktinvestitionsdaten der meisten Länder zugrunde. Zwar bestehen gemäß regelmäßigen Untersuchungen von OECD und IWF bei der Umsetzung in den einzelnen Ländern noch zum Teil beträchtliche Unterschiede, welche jedoch im Vergleich zu früher kleiner geworden sind.

## Investitionsschutz und Risikoabsicherung
Investitionen im Ausland unterliegen zunächst einmal dem rechtlichen System des Gastlandes. Darüber hinaus sind Direktinvestitionen, anders als Portfolioinvestitionen, auch noch völkergewohnheitsrechtlich geschützt.
Die Risiken stellen heute nicht so sehr offensichtliche entschädigungslose Enteignungen oder enteignungsgleiche Maßnahmen dar, da diese heute allgemein als völkerrechtswidrig angesehen werden.
Anfang des 20. Jahrhunderts wurde nach der Calvo-Doktrin noch die Auffassung vertreten, dass Ausländern zum Beispiel im Falle von Verstaatlichungen im Gastland nur Gleichbehandlung mit inländischen Staatsbürgern zusteht, also auch kein diplomatisches Schutzrecht besteht. Dem entgegen stand die Hull-Formel, dass der enteignende Staat zu einer unverzüglichen (keine Ratenzahlung), adäquaten (wertangemessen) und effektiven (Konvertibilität der Zahlungswährung) Entschädigung verpflichtet sei.
Heute gibt es vielfältige bi- und multilaterale Investitionsschutzabkommen, Investitionsschutz durch regionale Wirtschaftsabkommen (Europäische Gemeinschaften, Nordamerikanisches Freihandelsabkommen, ASEAN und Mercosur) und entsprechende Übereinkommen im Rahmen von OECD und WTO.
Diese Verträge werden abgeschlossen, um ausländischen Investoren faire Wettbewerbschancen einzuräumen, den Schutz des Eigentums der Investoren zu gewährleisten und ausländischen Investoren die Möglichkeit zuzusichern, ihre Rechte im Gastland durchzusetzen.
Die meisten Abkommen bieten vier zentrale Garantien:
1. Schutz vor Diskriminierung,
2. Schutz vor kompensationsloser Enteignung,
3. Schutz vor unbilliger und ungerechter Behandlung,
4. Garantie des freien Kapitalverkehrs.

Als Folge davon sind bestimmte Formen der staatlichen Risikoabsicherung nicht mehr zulässig, wenn diese als versteckte Exportförderung gesehen werden. Damit soll ein Wettlauf der Exportsubventionen verhindert werden.
Andererseits sind Direktinvestitionen auch besser gegen subtilere Formen der Eigentumsstörung geschützt, wie z. B. nachträgliche unverhältnismäßige und diskriminierende behördliche Auflagen unter dem Vorwand des Umweltschutzes. Dieser Schutz existiert bei Anwendungsfällen außerhalb des eigenen regionalen Wirtschaftsabkommens insbesondere, wenn das entsprechende Investitionsschutzabkommen Schutz nach ICSID (Internationales Zentrum zur Beilegung von Investitionsstreitigkeiten) bietet.